# Радошковиці
Радошковиці (пол. Radoszkowice) — село в Польщі, у гміні Доманюв Олавського повіту Нижньосілезького воєводства.
Населення — 80 осіб (2011).
У 1975-1998 роках село належало до Вроцлавського воєводства.

## Демографія
Демографічна структура станом на 31 березня 2011 року:
|          | Загалом | Допрацездатний вік | Працездатний вік | Постпрацездатний вік |
| -------- | ------- | ------------------ | ---------------- | -------------------- |
| Чоловіки | 40      | 9                  | 26               | 5                    |
| Жінки    | 40      | 11                 | 22               | 7                    |
| Разом    | 80      | 20                 | 48               | 12                   |